# Non sequitur
Un non sequitur (in latino 'non segue', 'non consegue') è un errore di logica nel ragionamento. Appartiene alle fallacie di rilevanza, in particolare alle strategie diversive.

## Esempi e descrizione
Quando vi si vuole dimostrare la verità di qualcosa si utilizzano solitamente delle affermazioni (dette premesse) che conducono ad una conclusione, per esempio:
"Premessa 1 - Tutti gli uomini sono mortali.
Premessa 2 - Socrate è un uomo.
Conclusione: Socrate è un mortale."
Qui diremmo che la conclusione "segue logicamente" dalle sue premesse, perché se esse sono vere, allora tale è la conclusione. Ma se concludessimo erroneamente invece, in maniera disconnessa, che Socrate sappia volare nello spazio, avremmo una conclusione che non segue direttamente dai fatti stabiliti nelle premesse precedenti. 
Un altro caso di non sequitur è quello che si indica con l'espressione Post hoc ergo propter hoc ('dopo di ciò, dunque a causa di ciò'), ovvero considerare A causa scatenante di B solo perché B segue temporalmente A. In altre parole non vi è una vera relazione fra i due. Un fatto che avviene prima di un altro fatto non è necessariamente la sua causa scatenante.
In generale, si ha un non sequitur ogniqualvolta si ponga una erronea relazione di causalità e questo indipendentemente dal fatto che A e B siano veri o falsi. È indicare artificiosamente un evento quale causa di un altro o motivare una conclusione con argomento forzatamente collegato ad essa.
Un altro esempio tratto dal Gorgia di Platone (507a) è il seguente:
Nuovamente, la condizione opposta dell'anima non implica necessariamente che sia opposta anche di natura (e sia quindi cattiva). La condizione di X non è strettamente collegata alla natura di X, e non è dunque possibile dedurre la sua natura solo in base alla sua condizione.